# 豊山沈氏
豊山沈氏（プンサンシムし、朝鮮語: 풍산심씨）は、朝鮮の氏族の一つ。本貫は慶尚北道安東市である。2015年の調査では、11,187人である。
始祖は、中国浙江省出身の沈満升である。沈満升は1110年に商売で高麗を訪れ、豊山県に定着した。沈満升は文学優れ、睿宗の寵愛を受けて尚書奉御、太子詹事府詹事に任官され、その子孫が豊山を本貫にして豊山沈氏を創始した。

## 集姓村
- 仁川広域市江華郡
- 仁川広域市甕津郡大青面大青里
- 京畿道広州市南終面検川里
- 京畿道金浦市雲陽洞
- 京畿道安城市陽城面筆山里
- 京畿道議政府市
- 京畿道坡州市法院邑梧峴里
- ソウル特別市江西区加陽洞
- ソウル特別市江西区傍花洞
- 仁川広域市北区白石洞
- 全羅北道任実郡三渓面磊川里
- 全羅北道任実郡聖寿面陽地里
- 忠清南道瑞山市海美面前川里
- 忠清北道槐山郡七星面外沙里[2]